# Vegard Braaten
Vegard Båtnes Braaten (Nordreisa, 30 giugno 1987) è un calciatore norvegese, attaccante del Frea.

## Biografia
È il fratello gemello di Thomas Braaten. Nato a Tromsø, è cresciuto nella vicina Sørkjosen.

## Carriera

### Club

#### Gli inizi
Braaten ha iniziato la carriera nelle giovanili del Nordreisa, entrando a farne parte a quattordici anni. Nel 2004 è passato in quelle del Tromsø e successivamente in quelle del Lyngen/Karnes. Il 1º ottobre 2006 ha debuttato nell'Eliteserien: è subentrato infatti a Hans Åge Yndestad nella sconfitta per 1-0 sul campo del Viking.
Nel corso del 2007 è passato all'Alta, squadra all'epoca militante nella 2. divisjon. Ha contribuito alla promozione in 1. divisjon con 3 reti in 11 partite. Ha esordito poi in questa divisione il 6 aprile 2008, siglando subito una doppietta ai danni del Kongsvinger: l'Alta si è imposto in trasferta per 1-3. Alla sua prima stagione, ha siglato 13 reti in 28 apparizioni. Nel campionato seguente, sempre giocato in 1. divisjon, le marcature sono state 18 in 29 incontri: è giunto così terzo nella classifica marcatori.

#### Tromsø e Lokeren
Nel 2010, è stato riacquistato dal Tromsø. Ha giocato altre 5 partite nella massima divisione norvegese, senza mai andare in rete. Il 13 maggio è stato autore di una doppietta ai danni del Sortland, in un match valido per l'edizione stagionale del Norgesmesterskapet.
Il 14 giugno dello stesso anno, però, è stato reso noto il suo passaggio del calciatore al Lokeren. Ha esordito nella Pro League 2010-2011 in data 21 agosto: ha sostituito Benjamin Mokulu nella sconfitta casalinga per 0-3 contro l'Anderlecht. Ha disputato un altro incontro di campionato con la maglia del Lokeren, che si è concluso con un pareggio per 1-1 sul campo del Cercle Brugge.

#### Il ritorno in Norvegia
A gennaio 2011, il Lokeren ha prestato il calciatore all'Alta. Braaten ha siglato 18 reti in 28 presenze, laureandosi capocannoniere del campionato. Il 23 novembre 2011 è stato reso noto il suo trasferimento a titolo definitivo al Bodø/Glimt. Ha esordito in squadra il 9 aprile 2012, schierato titolare nel pareggio per 3-3 sul campo del Bærum. Il 15 aprile è arrivata la prima rete, contro la sua ex squadra dell'Alta. L'anno seguente, ha contribuito alla vittoria del campionato da parte del Bodø/Glimt e al conseguente ritorno del club nell'Eliteserien.

#### Il ritorno all'Alta ed il Levanger
Il 31 marzo 2014 ha fatto ufficialmente ritorno all'Alta, con la formula del prestito. Ha totalizzato 6 reti in 17 presenze, tra campionato e coppa; contemporaneamente l'Alta è retrocesso in 2. divisjon. Il 4 febbraio 2015 ha allora firmato un contratto annuale con il Levanger, formazione neopromossa nella 1. divisjon.

### Nazionale
Braaten ha giocato una partita per la Norvegia under 21: è sceso in campo in sostituzione di Jørgen Horn nel pareggio per 0-0 contro la Slovacchia under 21.

## Statistiche

### Presenze e reti nei club
Statistiche aggiornate al 2 settembre 2020.
| Stagione          | Club              | Campionato        | Campionato | Campionato | Coppe nazionali | Coppe nazionali | Coppe nazionali | Coppe continentali | Coppe continentali | Coppe continentali | Supercoppe | Supercoppe | Supercoppe | Totale | Totale |
| Stagione          | Club              | Comp              | Pres       | Reti       | Comp            | Pres            | Reti            | Comp               | Pres               | Reti               | Comp       | Pres       | Reti       | Pres   | Reti   |
| ----------------- | ----------------- | ----------------- | ---------- | ---------- | --------------- | --------------- | --------------- | ------------------ | ------------------ | ------------------ | ---------- | ---------- | ---------- | ------ | ------ |
| 2006              | Tromsø            | ES                | 2          | 0          | CN              | 0               | 0               | -                  | -                  | -                  | -          | -          | -          | 2      | 0      |
| gen.-ago. 2007    | Tromsø            | ES                | 1          | 0          | CN              | 1               | 0               | -                  | -                  | -                  | -          | -          | -          | 2      | 0      |
| ago.-dic. 2007    | Alta              | 2D                | 11         | 3          | CN              | -               | -               | -                  | -                  | -                  | -          | -          | -          | 11     | 3      |
| 2008              | Alta              | 1D                | 27         | 13         | CN              | 2               | 0               | -                  | -                  | -                  | -          | -          | -          | 29     | 13     |
| 2009              | Alta              | 1D                | 30         | 18         | CN              | 4               | 1               | -                  | -                  | -                  | -          | -          | -          | 34     | 19     |
| gen.-giu. 2010    | Tromsø            | ES                | 5          | 0          | CN              | 3               | 2               | -                  | -                  | -                  | -          | -          | -          | 8      | 2      |
| Totale Tromsø     | Totale Tromsø     | Totale Tromsø     | 8          | 0          |                 | 4               | 2               |                    | -                  | -                  |            | -          | -          | 12     | 2      |
| 2010-gen. 2011    | Lokeren           | PL                | 2          | 0          | CB              | 0               | 0               | -                  | -                  | -                  | -          | -          | -          | 2      | 0      |
| 2011              | Alta              | 1D                | 28         | 18         | CN              | 5               | 1               | -                  | -                  | -                  | -          | -          | -          | 33     | 19     |
| 2012              | Bodø/Glimt        | 1D                | 28+2       | 10+0       | CN              | 5               | 2               | -                  | -                  | -                  | -          | -          | -          | 35     | 12     |
| 2013              | Bodø/Glimt        | 1D                | 20         | 7          | CN              | 5               | 2               | -                  | -                  | -                  | -          | -          | -          | 25     | 9      |
| mar. 2014         | Bodø/Glimt        | ES                | 0          | 0          | CN              | 0               | 0               | -                  | -                  | -                  | -          | -          | -          | 0      | 0      |
| Totale Bodø/Glimt | Totale Bodø/Glimt | Totale Bodø/Glimt | 48+2       | 17+0       |                 | 10              | 4               |                    | -                  | -                  |            | -          | -          | 60     | 21     |
| 2014              | Alta              | 1D                | 15         | 6          | CN              | 2               | 0               | -                  | -                  | -                  | -          | -          | -          | 17     | 6      |
| 2015              | Levanger          | 1D                | 20         | 3          | CN              | 1               | 0               | -                  | -                  | -                  | -          | -          | -          | 21     | 3      |
| 2016              | Alta              | 2D                | 26         | 15         | CN              | 2               | 1               | -                  | -                  | -                  | -          | -          | -          | 28     | 16     |
| 2017              | Alta              | 2D                | 24         | 15         | CN              | 1               | 0               | -                  | -                  | -                  | -          | -          | -          | 25     | 15     |
| 2018              | Alta              | 2D                | 23         | 11         | CN              | 2               | 0               | -                  | -                  | -                  | -          | -          | -          | 25     | 11     |
| 2019              | Bossekop          | 5D                | 13         | 41         | CN              | 0               | 0               | -                  | -                  | -                  | -          | -          | -          | 13     | 41     |
| ago.-dic. 2020    | Alta              | 2D                | 1          | 1          | CN              | 0               | 0               | -                  | -                  | -                  | -          | -          | -          | 0      | 0      |
| Totale Alta       | Totale Alta       | Totale Alta       | 184        | 99         |                 | 18              | 3               |                    | -                  | -                  |            | -          | -          | 202    | 102    |
| Totale            | Totale            | Totale            | 265+2      | 160+0      |                 | 33              | 9               |                    | -                  | -                  |            | -          | -          | 310    | 169    |

## Palmarès

### Individuale
- Capocannoniere della 1. divisjon: 1

2011 (18 reti)